# Eusebio (nome)
Eusebio  è un nome proprio di persona italiano maschile.

## Varianti
- Maschili: Eusepio[4][7][8]
- Femminili: Eusebia[2][4][7][8], Eusepia[7]

### Varianti in altre lingue
- Asturiano: Usebi[9]
- Basco: Eusebi[9]
- Bulgaro: Евсевий (Evsevij)
- Catalano: Eusebi[9]
- Croato: Euzebije
- Esperanto: Eŭzebo
- Francese: Eusèbe
- Greco antico: Ευσέβιος (Eusebios)[3][4][8]
- Greco moderno: Ευσέβιος (Eusevios)
- Inglese: Eusebius[10], Euseby[10]
- Latino: Eusebius[2][3][4][8]
- Lettone: Eisebijs
- Polacco: Euzebiusz
- Portoghese: Eusébio[3]
- Rumeno: Eusebiu
- Russo: Евсевий (Evsevij)
- Serbo: Јевсевије (Jevsevije)
- Sloveno: Evzebij
- Spagnolo: Eusebio[3][9]
  - Ipocoristici: Sebi
- Ucraino: Євсевій (Jevsevij)
- Ungherese: Euszebiosz, Özséb

## Origine e diffusione
Dal nome greco antico Ευσέβιος (Eusebios) che, tratto dall'aggettivo ευσεβής (eusebes, eusebis), significa letteralmente "pio", "molto religioso", "pietoso". Etimologicamente, infatti, ευσεβής è composto dall'avverbio ευ (eu, "bene") e dal verbo σέβω (sebo, "onorare", "venerare [gli dei]"); alcune fonti lo riconducono invece al nome della dea greca Eusebeia, personificazione della pietà.
Inizialmente riferito a contesti pagani, il nome Eusebio si diffuse molto negli ambienti cristiani a partire dal III secolo per via del suo significato (analogo a quello del nome Pio) e venne portato da svariati santi.
Il nome gode ormai di scarsa diffusione in Italia, sostenuto principalmente dal culto dei vari santi così chiamati e relativamente diffuso ancora in Piemonte (di cui è patrono sant'Eusebio di Vercelli); la forma "Eusepio" è tipica dell'Umbria.

## Onomastico

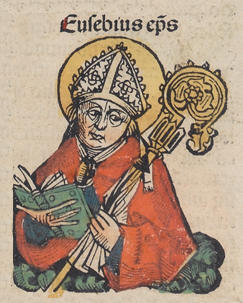
Sant'Eusebio di Vercelli

Questo nome venne portato da numerosi santi: secondo l'agiografia cristiana, Eusebio è il nome di almeno quarantadue fra santi e beati, quindi l'onomastico può essere festeggiato, fra le altre, in una qualsiasi delle date seguenti:
- 20 gennaio, sant'Eusebio, eremita prima a Pilis, in Ungheria, e poi in Tebaide[12]
- 20 gennaio, sant'Eusebio, senatore romano, martire sotto Diocleziano[11]
- 23 gennaio, sant'Eusebio, eremita sul Monte Corife, vicino ad Antiochia[11]
- 24 gennaio, santa Xenia o Eusebia, vergine di Milasa[12]
- 31 gennaio, sant'Eusebio, monaco all'abbazia di San Gallo, quindi eremita nel Vorarlberg e poi martire[11][12]
- 10 febbraio, beata Eusebia Palomino Yenes, religiosa salesiana[12][13]
- 15 febbraio, sant'Eseubio, eremita ad Asehia, Siria[11]
- 5 marzo, sant'Eusebio di Cremona, pellegrino con santa Paola e santa Eustochio in Terrasanta e abate a Betlemme[11]
- 5 marzo, sant'Eusebio, martire con altri compagni in Nord Africa[11]
- 15 marzo, sant'Eusebio II, vescovo di Vercelli[11][12]
- 16 marzo, sant'Eusebia, figlia di sant'Adalbado e santa Rictrude, badessa di Hamage[12][13]
- 18 aprile, sant'Eusebio, vescovo di Fano[11][12]
- 24 aprile, sant'Eusebio, martire a Lidda[11]
- 28 aprile, sant'Eusebio, martire con san Caralampo e altri compagni a Nicomedia[11][12]
- 28 aprile, sant'Eusebio, martire in Linguadoca[11]
- 22 giugno (o 21), sant'Eusebio, vescovo di Samosata e martire[11][12]
- 2 agosto (e altre date), sant'Eusebio, vescovo di Vercelli[9][11][12]
- 8 agosto (o 12 agosto), sant'Eusebio, vescovo di Milano[11][12]
- 14 agosto, sant'Eusebio, sacerdote e confessore di Roma[11][12]
- 14 agosto, sant'Eusebio, martire in Palestina sotto Massimiano[11]
- 17 agosto (in precedenza 26 settembre), sant'Eusebio, trentunesimo papa della Chiesa cattolica[11][12]
- 25 agosto, sant'Eusebio, martire a Roma sotto Commodo[11][12]
- 20 settembre, sant'Eusebia, badessa presso Marsiglia, martire con le sue consorelle sotto i saraceni[13]
- 21 settembre, sant'Eusebio, martire in Fenicia[11][12]
- 21 settembre, sant'Eusebio, martire con i fratelli santi Nestabo e Zenone a Gaza sotto Giuliano l'Apostata[11][12]
- 26 settembre, sant'Eusebio, vescovo di Bologna[11][12]
- 30 settembre, sant'Eusebia, religiosa di Marsiglia[12][13]
- 3 ottobre, sant'Eusebio, martire ad Alessandria d'Egitto[11]
- 4 ottobre, sant'Eusebio, vescovo di Laodicea, martire ad Alessandria d'Egitto sotto Diocleziano[11]
- 22 ottobre, sant'Eusebio, sacerdote di Eraclea, martire ad Adrianopoli sotto Diocleziano[11]
- 29 ottobre, sant'Eusebia, nipote di san Domnio, religiosa e martire a Bergamo sotto Massimiano[6][13]
- 5 novembre, sant'Eusebio, martire a Terracina[11]
- 2 dicembre, sant'Eusebio, martire a Roma sotto Valeriano[11]

## Persone

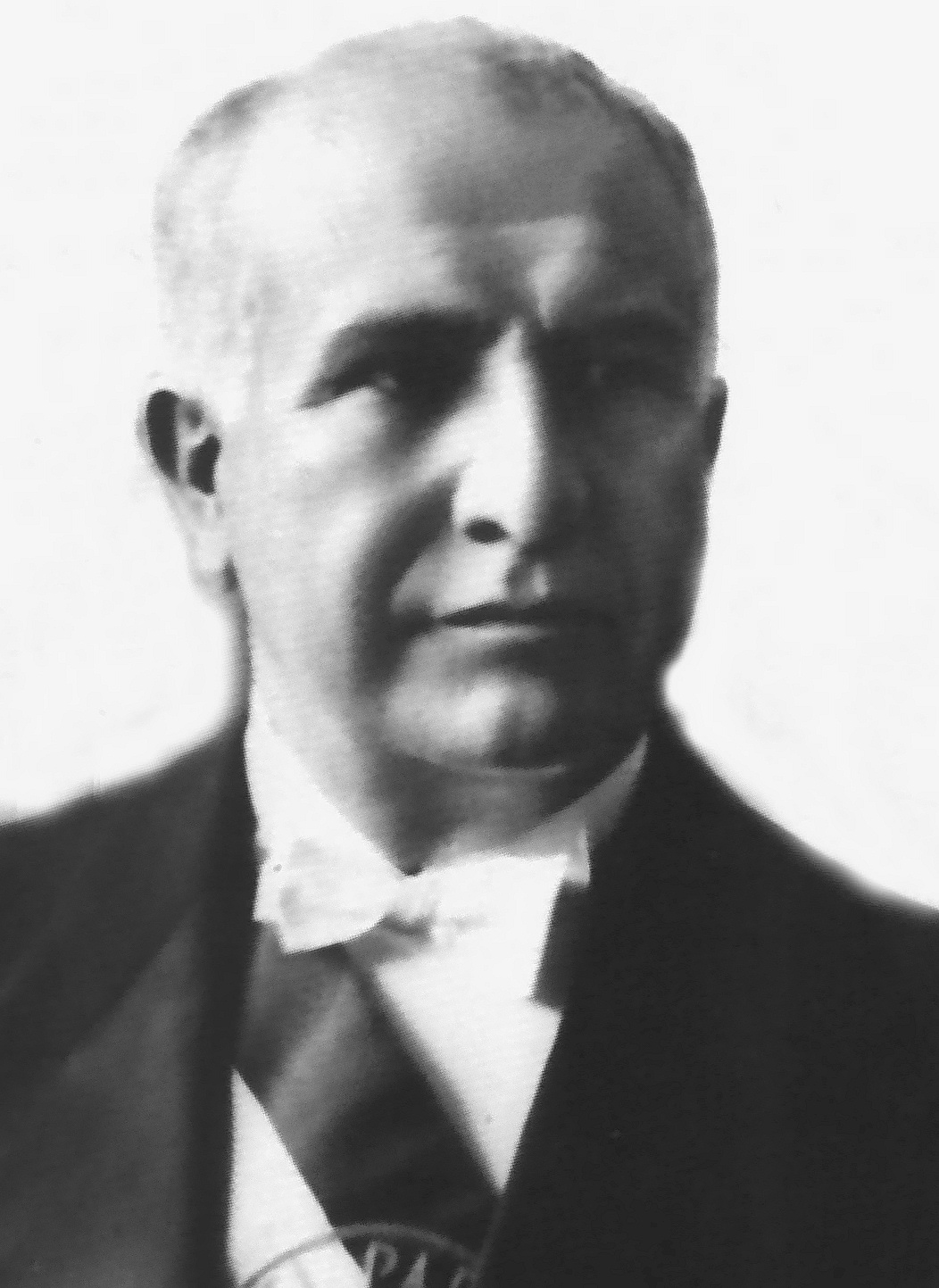
Eusebio Ayala

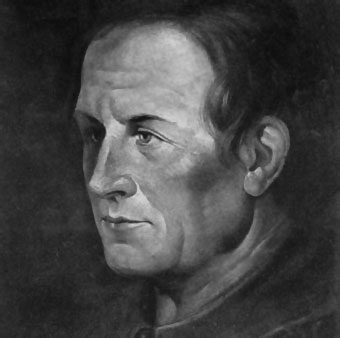
Eusebio Francesco Chini

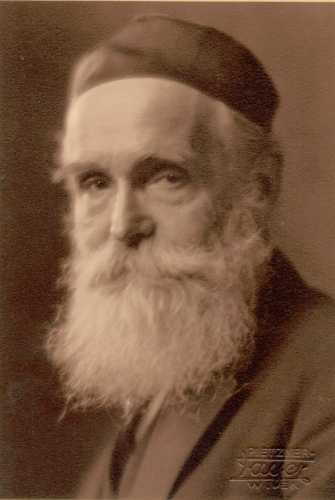
Eusebius Mandyczewski

- Eusebio, funzionario dell'Impero romano
- Eusebio, console dell'Impero romano d'Oriente nel V secolo
- Eusebio, papa e santo
- Eusebio di Cesarea, vescovo e scrittore greco antico
- Eusebio di Milano, arcivescovo e santo italiano
- Eusebio di Mindo, filosofo greco antico
- Eusebio di Nicomedia, vescovo di Nicomedia
- Eusebio di Vercelli, vescovo e santo italiano
- Flavio Eusebio, nome di tre consoli dell'Impero romano
- Eusebio Acasuzo, calciatore peruviano
- Eusebio Ayala, insegnante, politico liberale paraguaiano
- Eusebio Barbetti, patriota italiano
- Eusebio Bava, generale e politico italiano
- Eusebio Bejarano, calciatore spagnolo
- Eusebio Castigliano, calciatore italiano
- Eusebio Francesco Chini, gesuita, missionario, geografo, esploratore, cartografo e astronomo italiano
- Eusebio de Granito, vescovo cattolico italiano
- Eusebio Díaz, calciatore paraguaiano
- Eusebio Di Francesco, calciatore e allenatore di calcio italiano
- Eusebio Escobar, calciatore colombiano
- Eusebio Giambone, partigiano e operaio italiano
- Eusebio Guiñazú, rugbista a 15 argentino
- Eusebio Hernández, cestista cileno
- Eusebio Pedroza, pugile panamense
- Eusebio Petetti, architetto italiano
- Eusebio Poncela, attore spagnolo
- Eusebio Sacristán, calciatore e allenatore di calcio spagnolo
- Eusebio Sempere, scultore e pittore spagnolo
- Eusebio Tejera, calciatore uruguaiano
- Eusebio Valli, medico, fisico e scienziato italiano
- Eusebio Vélez, ciclista su strada spagnolo

### Varianti maschili
- Eusebius Amort, teologo tedesco
- Eusébio da Silva Ferreira, vero nome di Eusébio, calciatore portoghese
- Eusebi Güell, imprenditore e politico spagnolo
- Eusebius Mandyczewski, compositore, musicologo e direttore d'orchestra ucraino
- Eusébio Oscar Scheid, cardinale e arcivescovo cattolico brasiliano
- Euzebiusz Smolarek, calciatore polacco

### Variante femminile Eusebia
- Eusebia, imperatrice romana
- Eusebia di Bergamo, santa italiana

## Il nome nelle arti
- Eusebio era il soprannome che amava usare per sé il poeta Eugenio Montale.